# Elaphropus renoicus
Elaphropus renoicus är en skalbaggsart som beskrevs av Thomas Casey. Elaphropus renoicus ingår i släktet Elaphropus och familjen jordlöpare. Inga underarter finns listade i Catalogue of Life.